# Béla Szakcsi Lakatos

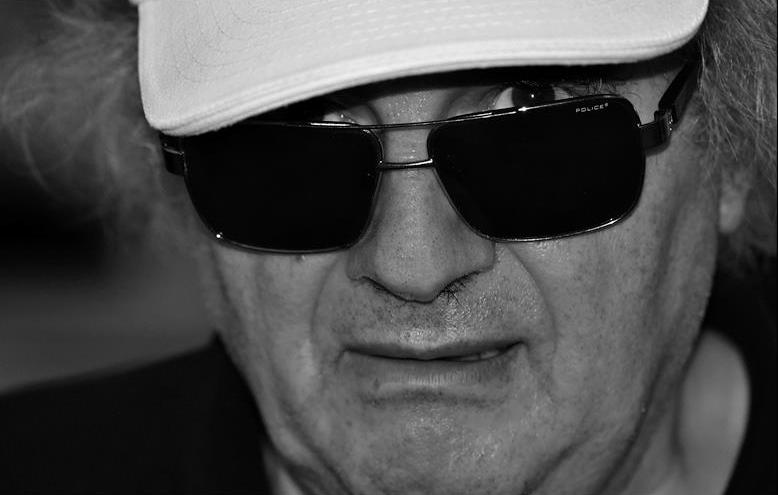
Béla Szakcsi Lakatos (2007)

Béla Szakcsi Lakatos (* 8. Juli 1943 in Budapest; † 2. Oktober 2022) war ein ungarischer Pianist und Komponist, der zunächst im Jazzbereich sowie später auf dem Gebiet der zeitgenössischen Musik hervortrat.

## Leben
Szakcsi studierte klassisches Klavier am Bartók-Konservatorium in Budapest, trat aber schon in den 1950er Jahren als Jazzmusiker auf, u. a. mit dem Gitarristen Andor Kovács. Mitte der 1960er Jahre leitete er eine eigene Band, mit der er Aufnahmen für das Sammelalbum Anthology '67 einspielte. Mit der Band LDL gewann er einen Preis des ungarischen Radios, und beim Montreux Jazz Festival 1970 erhielt er als Mitglied des Quartetts von Aladár Pege den zweiten Preis.
Er wirkte an elf Alben von George Jinda mit und gehörte Chieli Minuccis Gruppe Special EFX als Solist und Komponist an. Mitte der 1980er Jahre erhielt er einen Vertrag beim Label GRP Records, wo er bis 1994 vier eigene Alben veröffentlichte.
Als Mitglied der Gruppen Rákfogó und später Saturnus trug Szakcsi zur Popularisierung des Fusion-Jazz in Ungarn bei. Aus seiner Beschäftigung mit der Tradition der ungarischen Zigeunermusik entstanden die Musicals Red Caravan (Uraufführung 1975), Once Upon a Time, Gypsy Girl und Cartwheel. Die 1989 uraufgeführte Rockoper The Beast beruht auf der Lebensgeschichte von Elisabeth Báthory. Zur Fünfhundertjahrfeier der Entdeckung Amerikas wurde in der Ungarischen Staatsoper sein hundertminütiges Ballett Cristoforo aufgeführt.
Mit dem Opernsänger Ádám Horváth und dem Folk-Sänger Gyöngyi Écsi nahm Szakcsi Arrangements ungarischer Volkslieder auf, mit dem Pianisten György Vukán vierhändige Klavierstücke. Daneben entstanden in den 1990er und 2000er Jahren Jazzalben u. a. mit Imre Kőszegi und Jackie Orszáczky (Journey in Time, 1998) sowie Bob Mintzer und Peter Bernstein (On the Way Back Home, 2001).
Seit Ende der 1990er Jahre beschäftigte sich Szakcsi verstärkt mit zeitgenössischer Musik, insbesondere den Werken von György Kurtág, György Ligeti, Péter Eötvös und Pierre Boulez. Seit 2002 führte er mit verschiedenen ungarischen Orchestern, darunter der ungarischen Nationalphilharmonie, Mozarts Krönungskonzert auf.
Ab Anfang der 1970er Jahre unterrichtete Szakcsi am Bartók-Konservatorium Jazzpiano. Die Pianisten Róbert Szakcsi Lakatos und Béla Szakcsi Lakatos Jr. sind seine Söhne.

## Musikgruppen (Auswahl)
Béla Szakcsi Lakatos war Mitglied der folgenden Formationen:
- Aladár Pege kvartett
- Climate Change
- East
- Magyar Jazz Quartet
- Rákfogó
- Saturnus
- Szakcsi Gipsy Jazz
- Szakcsi Lakatos Trio

## Auszeichnungen
- eMeRTon-Preis, 1987
- Kossuth-Preis, 2005
- Prima Primissima-Preis, 2006
- Hazám-Preis, 2010
- Benennung eines Asteroiden nach ihm: (547400) Szakcsilakatos, 2023

## Diskographie (Auswahl)
- My Flower My Flower, 1988
- Szakcsi - Sa - Chi mit George Jinda, 1988
- Mystic Dreams mit George Jinda und Howie Morrel, 1989
- Eve of Chance, 1992
- Straight Ahead, 1994
- Virágom, virágom, 1998
- Conversation for two pianos & orchestra, 1998
- Das Duell I-II-III. - Vukán-Szakcsi in Göttingen, 1998
- Conversation Plus, 1999
- Fourehand, 2000
- On The Way Back Home / Útban hazafelé, 2000
- In One Breath mit Lajos Kathy Horváth, 2001
- Long, Hot Summer - Songs of Pál S. Gábor mit Dezső „Ablakos“ Lakatos, Viktor Hárs, Endre Berecz, Béla Zsoldos, 2001
- Na dara! mit György Orbán, András Peczek Lakatos, Mónika Rostás, Csaba Rostás, 2004
- Check it out, Igor mit Miklós Lukács, 2005
- 8 Trios for 4 Pianists mit Róbert Szakcsi Lakatos, Béla Szakcsi Lakatos Jr., Kálmán Oláh, Jack DeJohnette, John Patitucci, 2006